# Elaeagnus caudata
Elaeagnus caudata är en havtornsväxtart som beskrevs av Diederich Franz Leonhard von Schlechtendal. Elaeagnus caudata ingår i släktet silverbuskar, och familjen havtornsväxter. Utöver nominatformen finns också underarten E. c. aliena.